# Javad Allahverdi
Javad Allahverdi (16 luglio 1954) è un ex calciatore iraniano, di ruolo difensore.

## Palmarès

### Club

#### Competizioni nazionali
- Campionato iraniano: 1

Persepolis: 1975-1976